# Морське багатоборство
Морське багатоборство — технічно-прикладний вид спорту. Різновиди: морське п'ятиборство, чотириборство, триборство, двоборство (акватлон). Найбільшого поширення цей спорт набув у Радянському Союзі та пострадянських державах.
Морське багатоборство — неолімпійський вид спорту, але не входить до програми Всесвітніх ігор.

## Змагання
Перші офіційні змагання з морського багатоборства відбулись 1949 року в Радянському Союзі, організатором було Добровільне товариство сприяння армії, авіації і флоту (ДТСААФ). Міжнародні змагання вперше пройшли 1956 у м. Гіжицько (Польща), перемогу здобула команда ДТСААФ СРСР. Крім СРСР, у змаганнях брали участь команди з НРБ, НДР, КНР, ПНР і РСР. 1957 року міжнародні змагання відбулися у м. Варні (Болгарія), 1958 — у м. Одесі.
У 1950-х роках командні змагання з морського багатоборства проводили серед команд, що складаються не менше ніж з 8 осіб. Командне морське багатоборство включало в себе: а) гребля на шлюпках на 2000 м; б) вітрильні перегони на шлюпках на олімпійській дистанції 6-8 миль; в) плавання на 400 м вільним стилем; г) стрільба з малокаліберної гвинтівки; д) легкоатлетичний крос на 1500 м.
До 1961 року до морського багатоборства входило 10 видів змагань.
1961 року морське багатоборство включено до Єдиної всесоюзної спортивної класифікації, завдяки чому спортсмени змогли отримувати спортивні розряди . Програма скоротилася до п'яти дисциплін.
Змагання з морських багатоборств включають:
- плавання вільним стилем (100 або 200 м);
- біг (400 або 800 м);
- стрільбу з пневматичного пістолета (10 залікових пострілів, відстань до мішені 10 м);
- веслування на морських шлюпках ял-4 або ял-6 (500 м або 1000 м);
- вітрильні перегони на морських шлюпках.

Дистанції різні, залежно від вікових груп.
Літнє багатоборство включає 5 вище описаних змагань, зимове багатоборство (триборство) — плавання, біг і стрільбу. Серед провідних морських багатоборців України — представники Черкащини.
Окрім традиційного морського п'ятиборства, серед морських багатоборств популярне морське двоборство — акватлон (біг і плавання).
Морські багатоборства не входять до переліку дисциплін, представлених на Олімпійських іграх чи Всесвітніх іграх. Цей вид спорту офіційно визнаний в Україні, його розвитком опікується Федерація морських багатоборств та акватлону України.